# Pandemia de COVID-19 em Ruanda
Este artigo documenta os impactos da pandemia de coronavírus de 2020 em Ruanda e pode não incluir todas as principais respostas e medidas contemporâneas.

## Linha do tempo
Em 14 de março, o primeiro caso de COVID-19 em Ruanda foi confirmado. Sequencialmente, 4 outras pessoas testaram positivo para o vírus, elevando o número total de infectados para 5. Em 16 de março, o governo de Ruanda confirmou mais 2 caso em Kigali, elevando o número para 7.